# Mychajliwka (hromada Prywilne)
Mychajliwka (ukr. Михайлівка) – wieś na Ukrainie, w obwodzie mikołajowskim, w rejonie basztańskim, w hromadzie Prywilne. W 2001 liczyła 184 mieszkańców.